# У Инъинь
У Инъинь (кит. трад. 吳鶯音, упр. 吴莺音, пиньинь Wu Yingyin; настоящее имя — У Цзяньцю, 1922 — 17 декабря 2009 года) — китайская певица. Она получила известность в 1940-х годах, как одна из семи великих певиц. У продолжала записывать и исполнять песни на протяжении многих десятилетий вплоть до 2000-х годов.

## Биография
У Цзяньцю родилась в 1922 году в Шанхае; её семья происходила из уезда Цыси провинции Чжэцзян — её отец был инженером-химиком, а мать гинекологом. Она выросла в Шанхае и любила петь на радио в раннем возрасте. Изначально она хотела поступить в Шанхайскую академию музыки, но её родители выступили против этой идеи и хотели, чтобы У изучала медицину, критиковав её за отсутствие амбиций. Когда ей было 15-16 лет, несмотря на неодобрение родителей, она решила заняться пением на выходных для шанхайской радиостанции детских песен под псевдонимом Цянь Инь (кит. 錢茵). Она выступала в тайно и без оплаты в течение нескольких лет.
У имела мягкий певческий голос, который сделал ей успех, хотя, например, отец У, когда слышал его по радио, не понимал что это был голос его собственной дочери. У была, в большей степени, самоучкой в своем пении, хотя позже она узнала некоторые вокальные приемы от певца Сюй Лана.
В возрасте 24 лет, она принимала участие в песенном конкурсе в клубе Сяньюэ Сы, спев песню Бай Хун и выиграв конкурс. Затем она регулярно выступала в различных танцевальных залах и клубах, таких как Сяньюэ Сы и Байлэмэнь в Шанхае и получила признание за свои выступления. В 1946 году она подписала контракт с звукозаписывающей компанией Pathé Records (Байдай Чанпянь). В своей карьере записи, У получила второе имя Инъинь, что означает «голос иволги». Её первая пластинка «Я хочу забыть тебя» (кит. 我想忘了你), написанная Сюй Ланом, стала хитом. В течение трёх лет после подписания контракта, Pathé Records подготовил и выпустил более 30 песен с ней.
В 1955 году она стала работать на Шанхайской народной радиостанции. Она переехала в Гонконг в 1957 году, где продолжила свою карьеру певицы, а также записывалась для Pathé Records. Среди её самых известных песен «Вся природа оживает весной», «Большое горе», «Яркая луна посылает возлюбленного через тысячу ли», «Хорошая весенняя ночь», «Случайное знакомство». У ласково прозвали «королевой носового голоса» (кит. 鼻音歌后).
Резкий подъём к У пришёл в 1980-х годах, когда она вернулась в Китай для записи песен в 1983 году в Гуанчжоу. В июле 1984 года она переехала из Гонконга в Пасадину, штат Калифорния. Она выступала в таких странах, как Тайвань, Малайзия, Сингапур, Гонконг, США, Канада, вплоть до своей старости. В возрасте 80 лет, она ещё пела на зарубежных китайских мероприятиях в благотворительных целях. 3 января 2003 года она была приглашена выступить в Шанхайском большом театре.
У умерла в Лос-Анджелесе 17 декабря 2009 года.